# Heimdal (Dakota du Nord)
Pour les articles homonymes, voir Heimdal.
Pour le quartier de la ville norvégienne de Trondheim, voir Heimdal (Trondheim).
Heimdal est une census-designated place située dans le comté de Wells, dans l’État du Dakota du Nord, aux États-Unis. Sa population s’élevait à 27 habitants lors du recensement de 2010.

## Démographie
| Groupe            | Heimdal | Dakota du Nord | États-Unis |
| ----------------- | ------- | -------------- | ---------- |
| Blancs            | 100     | 90,0           | 72,4       |
| Autres            | 0       | 10             | 27,6       |
| Total             | 100     | 100            | 100        |
|                   |         |                |            |
| Latino-Américains | 0       | 2,0            | 16,7       |

Selon l'American Community Survey, pour la période 2011-2015, 100 % de la population âgée de plus de 5 ans déclare parler l'anglais à la maison.
Le revenu par habitant était en moyenne de 57 400 dollars par an entre 2012 et 2016, largement supérieur à la moyenne du Dakota du Nord (33 107 dollars), et à la moyenne nationale (29 829 dollars). Sur cette même période, aucun habitant de Heimdal ne vivait sous le seuil de pauvreté (contre 11,2 % dans l'État et 12,7 % à l'échelle des États-Unis).
| 2000 | 2010 | - | - | - | - |
| ---- | ---- | - | - | - | - |
| 31   | 27   | - | - | - | - |

## Source
- (en) Cet article est partiellement ou en totalité issu de l’article de Wikipédia en anglais intitulé « Heimdal, North Dakota » (voir la liste des auteurs).